# Sid Catlett
Sid Catlett, Sidney "Big Sid" Catlett (Evansville, 1910. január 17. – Chicago, 1951. március 25.) amerikai dzsesszdobos.

## Pályafutása
Sid Catlett Chicagoban tanult zongorázni, aztán áttért a dobra. 1928-ban, tizennyolcéves korában indult el profi pányafutása. 1930-ban New Yorkba költözött Sammy Stewart zenekarával, ahol többek között Elmer Snowden, Benny Carter, a The Chocolate Dandies, a McKinney's Cotton Pickers, a Jeter-Pillars Orchestra, Fletcher Henderson, Don Redman, és Louis Armstrong is játszott.
1941-ben Catlettel felvették Benny Goodman zenekarába. 1945-ben rövid ideig játszott Duke Ellingtonnal, majd Teddy Wilson szextettjének tagja lett.
Saját zenekara is volt. 1947-49 között Louis Armstrong All Stars-jában játszott, és Armstrong kedvenc dobosa lett. Az idősebb dobosok közül egyedül Catlett képes volt megérteni a modern dzsesszjelentkezését.
Sid Catlett minden stílusban tudott játszani akár big banddel, akár comboban. Felvételei voltak a Chocolate Dandies, az Esquire All Stars, az Edmond Hall, John Hardee, Dizzy Gillespie, Lester Young, Coleman Hawkins, Billie Holiday, Duke Ellington és Sidney Bechet társaságában is.
Rövid élete utolsó éveit többnyire Chicagóban töltötte, ahol Eddie Condonnal játszott, de megjelent New Yorkban is John Kirbyvel. 1951-ben súlyos tüdőgyulladást kapott, és ugyanabban az évben meghalt egy szívroham következtében.

## Diszkográfia
- https://www.discogs.com/artist/313040-Sidney-Catlett

## Filmek
- Jammin' the Blues (1944)
- Boy! What a Girl! (1947)
- Sepia Cinderella (1947)

## Díjak
- 1996: Big Band and Jazz Hall of Fame

## Fordítás
Ez a szócikk részben vagy egészben  a   Sid Catlett című német Wikipédia-szócikk ezen változatának fordításán alapul.  Az eredeti cikk szerkesztőit annak laptörténete sorolja fel. Ez a jelzés csupán a megfogalmazás eredetét és a szerzői jogokat jelzi, nem szolgál a cikkben szereplő információk forrásmegjelöléseként.